# Neunstachliger Stichling
Der Neunstachlige Stichling (Pungitius pungitius), auch Kleiner Stichling, Zwergstichling oder Stechelstange, ist ein vorwiegend in Kleingewässern lebender Fisch.
Ebenso wie die meisten anderen Stichlingsarten hat auch der Neunstachlige Stichling praktisch keine wirtschaftliche Bedeutung. Bemerkenswert an ihm ist jedoch seine Unempfindlichkeit gegenüber schlechten Wasserverhältnissen.

## Verbreitung und Lebensraum
Der Neunstachlige Stichling lebt meist in kleinen Binnengewässern, wie Gräben und Tümpeln aber auch in stillen Teilen von Fließgewässern und Flüssen. Im Brack- und Salzwasser ist er ebenfalls zu finden. Bevorzugt werden flache, pflanzenbewachsene Bereiche. Diese Stichlingsart ist recht unempfindlich für stark schwankende Wasserqualität, wie sie für Kleinstgewässer typisch ist.
Das Verbreitungsgebiet ist noch nicht vollkommen untersucht, fest steht jedoch, dass es dem des Dreistachligen Stichlings sehr ähnlich ist, sich aber nicht so weit nach Süden ausdehnt. In Norddeutschland sind nennenswerte Populationen vor allem in den Einzugsgebieten von Elbe und Eider und in der Ostsee zu finden. Im Binnenland konnte er in der Örtze und ihren Nebengewässern nachgewiesen werden. In Süddeutschland lebt der Neunstachlige Stichling vereinzelt in Zuflüssen des Mains. Diese südlichen Vorkommen sind jedoch möglicherweise auf Besatz durch Aquarianer zurückzuführen.
Insgesamt ist die Art deutlich seltener als der Dreistachlige Stichling und fehlt im Mittelmeerraum sowie in Norwegen und Schottland völlig. In Nordamerika kommt die Art in den Einzugsgebieten der Atlantikküste bis nach New Jersey im Süden sowie in den Einzugsgebieten des Arktischen Ozeans und der Pazifikküste von Alaska vor. Ferner kommt der Neunstachlige Stichling in den Großen Seen vor. 
Die im Salz- und Brackwasser lebenden Populationen wandern zur Laichzeit ins Süßwasser.

## Merkmale
Wie einige der Trivialnamen andeuten, bleibt der Neunstachlige Stichling mit einer Länge von fünf bis sieben Zentimeter recht klein. Sein Körper ist schlank und seitlich zusammengedrückt. Die Augen sind verhältnismäßig groß. Der Unterkiefer des kleinen und leicht oberständigen Mauls springt vor und bildet so die Spitze des Kopfes. Bei älteren Männchen sind die Maulränder wulstig verdickt. Vor der weichstrahligen Rückenflosse befinden sich zwischen acht und elf, meist aber nur neun bis zehn, einklappbare Stacheln. Die Bauchflossen tragen jeweils auch einen kräftigen Stachel. Die Stacheln sind fast immer glattrandig.
Die Oberseite des Neunstachligen Stichlings ist graugrün bis braun, die Seiten heller und silbrig schimmernd. Tiere aus den Seegraswiesen der Ostsee oder Gewässern mit hohem Eisengehalt können einen intensiven Messingglanz zeigen. An den Flanken finden sich häufig unregelmäßig verteilte dunkle Flecken oder Querbinden. Zur Laichzeit nehmen Rumpf, Iris und Flossenstrahlen der männlichen Exemplare ein mattes, mehr oder weniges intensives Schwarz an. Einen auffälligen Kontrast im Brutkleid bilden die dann grellweißen Brustflossenstacheln. Unmittelbar vor dem Ablaichen nimmt auch die Genitalpapille des Männchens diese weiße Färbung an. Hinsichtlich der Farbgebung zur Laichzeit gibt es aber auch abweichende Beobachtungen, beispielsweise grünliche Farbtöne am Bauch und rötliche Töne am Kopf.
Die familientypische Beschilderung der Körperseiten ist populationsabhängig unterschiedlich stark ausgeprägt. Bei der Nominatform ist sie auf einige schwach gekielte Knochenplatten auf dem Schwanzstiel reduziert. Nur eine Unterart ist vollständig beschildert, eine Unterart ist völlig nackt. Der Neunstachlige Stichling verfügt über zehn bis 14 Kiemenreusenzähnchen.
- Flossenformel: Dorsale 1 IX-X(VIII-XI), Dorsale 2 10-12, Anale I/9-11, Pectorale 9-10, Ventrale II/1, Caudale 12

## Verhalten
Der Neunstachlige Stichling ernährt sich vorwiegend von Wirbellosen, wobei er hiervon nahezu alles frisst, was er überwältigen kann.
Das Fortpflanzungsverhalten des Neunstachligen Stichlings ähnelt dem seines größeren Verwandten, dem Dreistachligen Stichling. Jedoch wird das Tonnennest im Allgemeinen nicht auf dem Grund errichtet, sondern meist zwischen Pflanzen aufgehängt.
Außerhalb der Brutsaison lebt der Neunstachlige Stichling vorwiegend einzelgängerisch und ist auffallend scheu. Bei drohender Gefahr versucht er sich im Schlamm oder im Pflanzenbewuchs zu verbergen. Während der Flucht versucht er zudem, durch Grundberührungen Schlamm aufzuwirbeln und so dem Angreifer die Sicht zu „verdunkeln“.
Männchen werden meist nur drei Jahre alt, die weiblichen Tiere können fünf Jahre erreichen.

## Unterarten
Innerartlich wird der Neunstachlige Stichling noch einmal in mehrere Unterarten differenziert, diese unterscheiden sich hauptsächlich in Hinsicht auf Verbreitungsgebiet und Beschilderung. Die taxonomischen Probleme dabei sind allerdings beträchtlich, so dass die Gliederung häufigen Änderungen unterworfen ist.
Keivany und Nelson unterscheiden folgende Unterarten:
- P. pungitius pungitius
- P. pungitius laevis
- P. pungitius occidentalis
- P. pungitius sinensis
- Sachalin-Stichling (P. pungitius tymensis)

Die beiden letzten Formen, beide aus Ostasien, lassen sich durch DNA-Vergleiche deutlich von P. pungitius pungitius unterscheiden und gelten heute als eigenständige Arten.